# Alloperla aracoma
Alloperla aracoma is een steenvlieg uit de familie groene steenvliegen (Chloroperlidae). De wetenschappelijke naam van de soort is voor het eerst geldig gepubliceerd in 1978 door Harper & Kirchner.